# 최제우
최제우(崔濟愚, 본명: 최복술, 본명 한자: 崔福述, 1824년 12월 18일~1864년 4월 15일)는 조선 시대 말기의 동학의 창시자이자 초대 교조가 되고, 호(號)는 수운재(水雲齋)·수운(水雲)이다. 경상도 월성 생이고, 본은 경주(慶州).

## 생애
1824년 12월 18일, 조선 경상도 월성군 현곡면 가정리에서, 5대조 최국진(崔國鎭)이 음보로 통덕랑 품계 이후 벼슬이 없어 몰락한 양반 가문의 자손으로 출생하였다. 부친인 근암 최옥(崔鋈)과 재가(再嫁)한 어머니 한씨(韓氏) 사이에서 서자(庶子)나 다름없는 신분(재가녀의 자)이었으나 어려서부터 한학을 배울 수 있었다. 최진립의 큰형 최진흥이 최제우의 7대조가 되며, 경주 최부자집과는 친가 방척 친족관계에 있었다.
31세(1854)까지 10년 이상 전국 각지를 유랑하며 유불선(儒佛仙) 삼교, 서학(西學), 무속(巫俗), 《정감록(鄭鑑錄)》과 같은 비기도참사상 등 다양한 사상을 접하는 동시에, 서세동점과 삼정문란(三政紊亂)이라는 이중의 위기에서 고통당하는 민중의 참담한 생활을 직접 체험했다.
32세(1855년 12월 28일)에 청년 수운은 우연히 《을묘천서(乙卯天書)》라는 비서(秘書)를 얻어 일종의 신비 체험을 한 끝에 경상남도 양산 통도사 근처에 있는 천성산 자연 동굴에 들어가 49일 기도 생활을 했다. 생계를 꾸려가기도 힘든 지경에 처한 가족을 처가에 맡긴 채 구도 생활을 계속하던 수운은 36세(1859)가 되던 해에 오랜 유랑 생활과 처가살이를 청산하고 고향 용담으로 돌아와 정착하기에 이르렀다. 고향에 정착한 지 1년 뒤인 1860년 음력 4월 5일에 수운은 아주 특별한 체험을 하기에 이른다. 이른바 ‘천사문답(天師問答)’이라고 불리는 하늘님과의 문답 끝에, 1860년(철종 11년) 천주 강림의 도를 깨닫고 동학을 창시(창명)하게 된다.
이 무렵 중국에서는 태평천국의 난과 영·프 연합군의 베이징 침입 사건이 있었다(→제2차 아편 전쟁). 이 여파로 조선에 대한 열강의 세력 침투가 시작되어 민족적인 위기의식이 조성되어 있었다. 특히 서학(천주교)의 전래는 사상과 풍속이 다른 조선에 많은 물의를 일으켰다. 이에 최제우는 서학에 대항하는 유교·불교·선교 등의 교리를 종합한 민족 고유의 신앙인 동학을 창시하였다. 동학은 후에 천도교로 발전하였다. 동학의 근본사상은 ‘인내천’(人乃天)이다. 즉, 이것은 인본주의를 강조하면서, 성실과 신의로써 새롭고 밝은 세상을 만들자는 외침이었으며 어지러웠던 나라를 구하고자 하는 사상이었다. 또 모든 사람은 평등함을 주장하였는데, 갈수록 신도가 늘어나 사회 문제로 대두되었다.
그러나 수운은 동학을 펴기 시작한 지 만 3년도 되지 않은 1863년(철종 14년) 12월에 체포되었고, 이듬해 3월 10일 ‘삿된 도로 정도를 어지럽혔다는 죄(左道亂正之律)’로 대구 경상감영 안의 관덕정(觀德亭) 뜰 앞에서 처형당함으로써 죽음을 맞이했다. 이때 그의 나이 41세였다. 1907년 순종 때 그의 죄가 풀렸다.
저서로 《동경대전》, 《용담유사》 등이 있다.
수운의 사망 이후 그의 후계 동학 교주는 최시형이 이어받게 되었으며 2대 동학 교주가 되었다.

## 연대기
- 1824년 12월 18일(음력 10월 28일) 경주군 현곡면에서 출생
- 1834년(10세) 모친 별세
- 1837년(13세) 울산 밀양박씨와 결혼
- 1840년(17세) 부친 별세
- 1844년(21세) 장삿길에 나서 이후 10년간 전국을 주유
- 1854년(31세) 장사를 그만두고 고향인 경주 용담집에 들어앉아 구도의 사색 시작. 음력 10월 부인의 고향인 울산 유곡동 여시바윗골로 이사
- 1856년(33세) 양산 천성산 내원암으로 가 49일간의 입산기도를 시작했으나 숙부의 별세로 47일 만에 중단.
- 1857년(34세) 다시 천성산 적멸굴로 가 49일 입산기도. 기도를 마친 후 생업으로 용광업을 경영.
- 1858년(35세) 용광업 그만 둠.
- 1859년(36세) 울산을 떠나 경주 용담으로 귀향.
- 1860년(37세) 5월 25일(음력 4월 5일) 한울님을 만나는 종교체험.
- 1861년(38세) 음력 4월경 주문과 심고법을 만들어 수행하는 방법을 정하고 교리체계를 세움.
- 1861년 음력 6월부터 용담으로 찾아오는 이들에게 포덕(布德) 시작. 음력 7월에 <포덕문> 지음.
- 1861년 음력 8월 성리학을 숭상하는 유생들이 수운이 가르치는 도를 서학으로 몰기 시작. <안심가> 지음.
- 1861년 음력 11월 경주 관아에서 수운의 활동을 중지하라는 명령이 떨어짐. 수운은 용담을 떠나 울산, 부산을 거쳐 전라도 남원으로 감. 음력 12월에 남원에 당도. 이후 남원의 교룡산성 은적암에서 6개월간 체류.
- 1862년(39세) 음력 7월 경주로 돌아가 박대여 집에 은신. 음력 8월 측근들에게 포덕에 나서라고 권유.
- 1862년 11월 20일(음력 9월 29일) 경주진영에서 수운 체포. 수운은 음력 10월 5일 석방되어 용담으로 돌아옴. 음력 11월 9일 흥해 매산리로 피신. 음력 12월에 최초로 접주들을 임명.
- 1863년(40세) 음력 3월 다시 용담으로 돌아옴. 음력 5월 하순부터 적극적으로 교화활동. 음력 7월에 최경상(해월)을 북도중주인(北道中主人)으로 임명.
- 1863년 음력 12월 10일(양력 1864년 1월 18일) 조선 왕조의 관군에게 체포됨.
- 1864년(41세) 4월 15일(음력 3월 10일) 대구에서 참형(斬刑)당함.

## 가족 관계
- 7대조 : 최진흥(崔震興,군자감 봉사)
- 작은7대조 : 최진립
- 현조부 : 최국진(崔國鎭, 음보로 통덕랑 품계)
- 고조부 : 최수기(崔壽基)
- 증조부 : 최경우(崔慶雨)
- 조부 : 최종하(崔宗夏)
- 부 : 최옥(崔鋈, 1762~1840)
- 모 : 한씨(韓氏)
- 자녀
  - 장남 최세정(崔世貞, 1847~1872)
  - 차남 최세청(崔世淸, 1855~1875)
  - 장녀 최씨(崔氏, 1856~미상)
  - 차녀 최완(崔婉, 1857~1926)
  - 3녀   최씨(崔氏, 생몰년 미상)
  - 4녀   최씨(崔氏, 1865~미상)
  - 양녀  주씨(朱氏,1844~미상)

## 최제우를 다룬 작품

### TV 드라마
- 《풍운》(KBS1 한국방송 TV 드라마, 1982년) - (배우: 김길호)

## 참고 문헌
- 이 문서에는 다음커뮤니케이션(현 카카오)에서 GFDL 또는 CC-SA 라이선스로 배포한 글로벌 세계대백과사전의 "동학혁명" 항목을 기초로 작성된 글이 포함되어 있습니다.
- 본 문서에는 지식을만드는지식에서 CC-BY-SA 3.0으로 배포한 책 소개글을 기초로 작성된 내용이 포함되어 있습니다.
- 표영삼 지음, 《동학 1 - 수운의 삶과 생각》, 통나무

## 같이 보기
- 인내천